# Telamonia mandibulata
Telamonia mandibulata är en spindelart som beskrevs av Henry Roughton Hogg 1915. Telamonia mandibulata ingår i släktet Telamonia och familjen hoppspindlar. Inga underarter finns listade i Catalogue of Life.